# Roberto Vianello
Roberto Vianello (Venezia, 1907 – Battaglia di Cheren, 10 febbraio 1941) è stato un militare italiano, insignito della medaglia d'oro al valor militare alla memoria nel corso della seconda guerra mondiale.

## Biografia
Nacque a Venezia nel 1907, figlio di Giuseppe e di Emilia Rova.
Arruolatosi nel Regio Esercito, venne ammesso a frequentare la Scuola allievi ufficiali di Bra per la specialità bersaglieri, conseguendo la promozione a sottotenente di complemento nell'agosto 1930. Assegnato in servizio presso l'11º Reggimento bersaglieri, nel 1931 fu posto in congedo. Nel 1936, con la promozione a tenente a scelta ordinaria, conseguì anche la laurea in scienze economiche e commerciali presso l'università Cà Foscari a Venezia, trovando poi lavoro presso il municipio di quella città. Dopo due anni partì per l'Africa Orientale Italiana come funzionario di una società commerciale con sede ad Addis Abeba. Richiamato in servizio attivo allo scoppio delle ostilità con la Francia e la Gran Bretagna il 10 giugno 1940, assunse il comando di una compagnia del III Battaglione bersaglieri inquadrato nell'11º Reggimento "Granatieri di Savoia". Cadde in combattimento il 10 febbraio 1941, durante le fasi iniziali della battaglia di Cheren, e fu insignito della medaglia d'oro al valor militare alla memoria.

### Fonti
1. 1 2 3 4 5 6  Combattenti Liberazione.
2. 1 2  Gruppo Medaglie d'Oro al Valor Militare 1965, p. 566.
3. ↑   Medaglia d'oro al valor militare Vianello, Roberto, su quirinale.it, Quirinale. URL consultato l'11 luglio 2021.